# 葬送の歌 (ストラヴィンスキー)
『葬送の歌』（そうそうのうた、露: Погребальная песня）作品5は、イーゴリ・ストラヴィンスキーが1908年に作曲した管弦楽曲で、師であるニコライ・リムスキー＝コルサコフの追悼のために書かれた。紛失したと思われていたが、2015年に再発見された。

## 作曲の経緯
ニコライ・リムスキー＝コルサコフは1908年6月8日（ユリウス暦、以下同じ）に没した。ストラヴィンスキーは6月11日の葬儀に参列した後、ウスティルーフで師を記念するための音楽を書いた。7月28日のリムスキー＝コルサコフ夫人あての手紙で曲が完成したことを伝えており、非常に短い時間で書かれたらしい。
いっぽう、アレクサンドル・ジロティはアレクサンドル・グラズノフに追悼曲を依頼したが、グラズノフが期限までに完成できなかったためにマクシミリアン・シテインベルクに依頼し、10月にジロティの演奏会で演奏された。
ストラヴィンスキーによる追悼曲は翌1909年1月17日にフェリックス・ブルーメンフェルトの指揮により、ミトロファン・ベリャーエフの創始したロシア交響楽演奏会で初演された。同じ演奏会でグラズノフによる追悼曲も演奏された。場所は音楽院の大ホール、演奏はアレクサンドル・シェレメーテフ伯爵の管弦楽団による。
グラズノフとシテインベルクの曲は出版されたが、ストラヴィンスキーの曲は出版を断られ、これが後の紛失の原因になった。

## 紛失
1914年の第一次世界大戦の勃発後、ストラヴィンスキーはロシアに戻ることがなくなり、この曲の楽譜も行方不明になった。
後に書かれた自伝によると、すでにどのような音楽だったかは覚えていないが、構想としてはトレモロを背景として独奏楽器が自らの旋律を花輪のように捧げながらつぎつぎに師の墓の前を通りすぎるというものだったと言っている。
晩年の回想では、「リムスキーの追憶のために作曲した管楽器のための葬送の歌は、リムスキーの死の少し後にサンクトペテルブルクでブルーメンフェルトの指揮するコンサートで演奏されたが、『火の鳥』以前に書かれた自分の最高の曲で、もっとも進歩した半音階的和声を使っていた。パート譜はサンクトペテルブルク（音楽院）の図書館に保存されているに違いない。だれかが探してくれるといいが。」と言っている。
これらの記述が再発見された曲の特徴と一致するかは微妙であり、少なくとも実際の曲は管楽器のために書かれたものではなかった。

## 再発見
ストラヴィンスキーの没後、やはり行方不明になっていた『ピアノソナタ 嬰ヘ短調』が再発見されたため、『葬送の歌』はストラヴィンスキーが書いた主要な作品のうち紛失したままになっている唯一の曲になった。
サンクトペテルブルク音楽院の音楽学者ナタリヤ・ブラギンスカヤは楽譜を捜索したが、発見できなかった。2014年秋から音楽院の建物は大規模な改修を行うことになり、その作業のために書庫の書物を箱づめしていた際に、ロシア交響楽演奏会の印が押された『葬送の歌』のパート譜が発見された（2015年春）。司書のイリナ・シドレンコから連絡を受けたブラギンスカヤは楽譜を調査し、2015年9月の国際音楽学会で発表した。その後、楽譜は2017年にブージー・アンド・ホークスから出版された。
初演から108年近くたった2016年12月2日、サンクトペテルブルクでヴァレリー・ゲルギエフ指揮のマリインスキー劇場管弦楽団によって演奏された。その後は世界各地で演奏されている。日本では2017年5月18日に東京オペラシティコンサートホールにおいてエサ＝ペッカ・サロネン指揮フィルハーモニア管弦楽団によって初演された。
録音は2018年1月12日にリッカルド・シャイー指揮ルツェルン祝祭管弦楽団の演奏がデッカ・レコードから発売された。

## 音楽
- フルート3（ピッコロ持ちかえ）、オーボエ2、コーラングレ、クラリネット3（バスクラリネット持ちかえ）、ファゴット3（コントラファゴット持ちかえ）、ホルン4、トランペット3、トロンボーン3、チューバ、ティンパニ、シンバル、バスドラム、タムタム、ハープ2、弦5部[10]。

演奏時間は約12分。
曲は6⁄4拍子で、Largo assai という速度記号がついている。106小節からなる。
『火の鳥』との明らかな類似も見られるものの、後世のストラヴィンスキーに見られる特徴は少なく、その一方リムスキー＝コルサコフやリヒャルト・ワーグナーの影響が見られる。コントラバスの低音で半音階的な旋律が出現し、楽器を変えて繰り返しながらトレモロの中を進んでいく。葬送の鐘の音を模した楽句ののちに主旋律があらわれ、これが先の半音階的な旋律と絡み合いながら盛りあがる。

## 関連文献
- Natalia Braginskaya (2015). “New Light on the Fate of Some Early Works of Stravinsky: The Funeral Song Rediscovery”. Acta Musicologia 87:  133-151. JSTOR 44630607.